# Önhatalmúlag felvett címerek
Az önhatalmúlag felvett címerek (latinul: insignia assumpta, franciául: armoiries d’assomption) a legrégibb címerek, amelyeket nem valamelyik fejedelem adományozott, hanem első tulajdonosa önkényesen vett fel, és utódai a szokásjog alapján viselik.
Ezen címereket általában a legrégibb és legelőkelőbb nemesi családok viselik, akik a címerek elterjedésének kezdetekor maguk választották ki a jelképeiket, hogy azokat a lovagi tornákon és a csatában saját maguk identifikálására viseljék. Ezért nem rendelkeznek a címerre vonatkozó uralkodói adománylevéllel sem, de mégsem jut senkinek eszébe, hogy a címerviselésük jogosságát kétségbe vonja, mert ebben az esetben a szokásjog erősebb érvényű, mint az uralkodói adománylevél.